# اقتصاد الرقمنة
اقتصاد الرقمنة هو مجال الاقتصاد الذي يدرس كيف تؤثر الرقمنة والتحول الرقمي على الأسواق، وكيف يمكن استخدام البيانات الرقمية لدراسة الاقتصاد. الرقمنة هي العملية التي تخفض بها التكنولوجيا تكاليف تخزين البيانات ومشاركتها وتحليلها. غيرت هذه العملية كيف يتصرف المستهلكون وكيف يُنظّم النشاط الصناعي وكيف تعمل الحكومات. اقتصاد الرقمنة موجود اليوم كمجال متميز للاقتصاد، وذلك لسببين: أولًا، هناك حاجة لنماذج اقتصادية جديدة، لأن العديد من الافتراضات التقليدية حول المعلومات لم تعد قائمة في العالم الرقمي. ثانيًا، تتطلب الأنواع الجديدة من البيانات الناتجة عن الرقمنة طرقًا جديدة للتحليل.
يمس البحث في اقتصاد الرقمنة العديد من مجالات الاقتصاد بما في ذلك التنظيم الصناعي واقتصاد العمل والملكية الفكرية، وبالتالي، فإن العديد من المساهمات في اقتصاد الرقمنة وجدت لها ملاذًا فكريًا في هذه المجالات. يتمثل الموضوع الأساسي للكثير من الأعمال في هذا المجال في كون التنظيمات الحكومية الحالية لحقوق الطبع والنشر والأمن ومكافحة الاحتكار لا تتناسب مع متطلبات العالم الحديث. على سبيل المثال، أصبحت تكاليف إنتاج المعلومات، مثل المقالات والأخبار والأفلام، ومشاركتها هامشية. وقد أدى هذا الأمر لانتشار إعادة توزيع المحتوى المعلوماتي دون إذن، وزاد من المنافسة بين مقدمي السلع الإعلامية. يدرس البحث باقتصاد الرقمنة كيف يجب أن تتكيف السياسة مع هذه التغييرات.

## تقنية المعلومات والولوج للشبكات

### المعايير التقنية
الإنترنت عبارة عن شبكة متعددة الطبقات تُشغّل بواسطة مجموعة متنوعة من المشاركين. أصبح الإنترنت يعني مجموعةً من المعايير والشبكات وتطبيقات الويب (مثل التدفق ومشاركة الملفات)، من بين مكونات أخرى، تراكمت حول تكنولوجيا الشبكات. تزامن ظهور الإنترنت مع نمو نوع جديد من الهياكل التنظيمية وهو لجنة المعايير. لجان المعايير مسؤولة عن تصميم المعايير المهمة للإنترنت مثل TCP / IP وHTML وCSS. تتكون هذه اللجان من ممثلين عن الشركات والأوساط الأكاديمية والمنظمات غير الربحية. هدفهم هو اتخاذ القرارات التي تعزز التكنولوجيا مع الحفاظ على قابلية العمل بين مكونات الإنترنت. يهتم الاقتصاديون بكيفية اتخاذ هذه الهياكل التنظيمية للقرارات وما إذا كانت تلك القرارات هي الأنسب.

### تزويد الولوج إلى الإنترنت
بدأ العرض التجاري للوصول إلى الإنترنت عندما قامت المؤسسة الوطنية للعلوم بإزالة القيود المفروضة على استخدام الإنترنت لأغراض تجارية. خلال فترة التسعينيات، كان العديد من مزودي خدمة الإنترنت الإقليمية والوطنية يوفرون الولوج للإنترنت. بحلول عام 2014، أصبح توفير الاتصال بالنطاق العريض عالي السرعة مدمجًا. يمكن لنحو 80% من الأمريكيين شراء 25 ميغابت/ ثانية فقط من مزود واحد ولدى الأغلبية خياران فقط بين مقدمي خدمة 10 ميجابت/ ثانية. يهتم الاقتصاديون بشكل خاص بالمنافسة وتأثيرات الشبكة ضمن هذا القطاع. أضف إلى ذلك، قد يؤثر توافر النطاق العريض على النتائج الاقتصادية الأخرى مثل أجور العمال المؤهلين وغير المؤهلين.

### الطلب على الإنترنت
القضية الرئيسية في اقتصاد الرقمنة هي القيمة الاقتصادية للخدمات المعتمدة على الإنترنت. الدافع وراء هذا السؤال ذو شقين: أولًا، يهتم الاقتصاديون بفهم السياسات المتعلقة بالرقمنة، مثل الاستثمار في البنية التحتية للشبكات للوصول إلى الإنترنت. ثانيًا، يريد الاقتصاديون قياس مكاسب أو أرباح المستهلكين من الإنترنت. قدمت إيرادات مزودي خدمة الإنترنت مقياسًا مباشرًا للنمو في اقتصاد الإنترنت. يرى الاقتصاديون أن هذا الموضوع مهم، لأن العديد منهم يعتقدون أن المقاييس التقليدية للنمو الاقتصادي مثل الناتج المحلي الإجمالي، تقلل من الفوائد الحقيقية لتحسين التكنولوجيا. يميل الاقتصاد الرقمي الحديث أيضًا إلى الاعتماد على المدخلات التي يبلغ سعرها صفرًا.

## تاثيرات الرقمنة على التنظيم الصناعي

### المنصات والأسواق عبر الإنترنت
تزامنت الرقمنة مع زيادة بروز المنصات والأسواق التي تربط مختلف العملاء في النشاط الاجتماعي والاقتصادي. يُعرف برساناهان وغرينشتاين النظام الأساسي على أنه «قاعدة قابلة لإعادة التشكيل للمكونات المتوافقة التي يبني المستخدمون التطبيقات عليها». أسهل طريقة لتعريف المنصات هي بمعاييرها الفنية، أي المواصفات الهندسية للأجهزة ومعايير البرمجيات. تختلف استراتيجيات التسعير والمنتجات التي تستخدمها المنصات عن تلك التي تستخدمها الشركات التقليدية بسبب وجود تأثيرات على الشبكة. تنشأ تأثيرات الشبكة داخل الأنظمة الأساسية لأن مشاركة مجموعة واحدة تؤثر على فائدة مجموعة أخرى. تكرر العديد من المنصات الأساسية عبر الإنترنت عمليات أو خوارزميات متطابقة من دون أي تكلفة تقريبًا، ما يسمح لها بتوسيع نطاق تأثير الشبكة دون تناقص عوائدها. تجعل تأثيرات الشبكة الواسعة النطاق تحليل المنافسة بين المنصات أكثر تعقيدًا من تحليل المنافسة بين الشركات التقليدية. يدرس الكثير من العمل في اقتصاد الرقمنة كيفية عمل هذه الشركات وكيفية تنافسها بعضها مع بعض. هناك مسألة مهمة بشكل خاص وهي ما إذا كانت أسواق المنصات على الإنترنت تميل نحو تحقيق نتائج تنافسية تتيح للمنتصر أن يحصد كل الأرباح، وبالتالي ما إذا كان يجب أن تخضع لإجراءات مكافحة الاحتكار.
غالبًا ما تعمل المنصات عبر الإنترنت على تقليل تكاليف المعاملات بشكل كبير، خاصة في الأسواق التي تكون فيها جودة السلعة أو الشريك التجاري غير مضمونة. على سبيل المثال، زاد موقع إي باي بشكل كبير من حجم سوق السلع الاستهلاكية المستخدمة عبر تقديم محرك بحث ونظام سمعة (تقييم) وخدمات أخرى تجعل التجارة أقل خطورة. تشمل الأسواق الأخرى على الإنترنت من هذا النوع موقع إير بي إن بي للإقامة وبروسبر للإقراض وأوديسك لليد العاملة. يهتم الاقتصاديون بتحديد المكاسب التي تحققت من هذه الأسواق ودراسة كيف يجب تصميمها. على سبيل المثال، كيّف إي باي وأوديسك والأسواق الأخرى استخدام المزادات كآليات بيع، وقد أدى ذلك إلى ظهور أدبيات كبيرة حول المزايا التفاضلية لبيع البضائع عبر المزاد مقابل استخدام سعر ثابت لها.

### المحتوى الذي ينشئه المستخدم والإنتاج مفتوح المصدر
تزامنت الرقمنة مع إنتاج البرمجيات والمحتوى من قبل المستخدمين الذين لا يُعوَضون بشكل مباشر عن أعمالهم. علاوة على ذلك، عادةً ما توزع هذه البضائع مجانًا على الإنترنت. من الأمثلة البارزة على البرمجيات مفتوحة المصدر أباتشي إتش تي تي بي سيرفر وموزيلا فايرفوكس ونظام تشغيل لينكس. يهتم الاقتصاديون بحوافز المستخدمين لإنتاج هذه البرمجيات وكيف تستبدل هذه البرمجيات أو تكمل عمليات الإنتاج الحالية. مجال آخر من مجالات الدراسة هو تقدير درجة قياس الناتج المحلي الإجمالي وغيره من مقاييس النشاط الاقتصادي بطريقة خاطئة بسبب البرمجيات مفتوحة المصدر. على سبيل المثال، يقدر غرينشتاين وناغل (2014) أن أباتشي وحده يفسر سوء قياس يبلغ بين 2 و 12 مليار دولار.
إضافة إلى ذلك، يمكن عادة استخدام إنتاج المصادر المفتوحة للأجهزة والمعروفة باسم الأجهزة المفتوحة، من خلال مشاركة التصاميم الرقمية مثل ملفات «كاد». يمكن أن تؤدي مشاركة تصميمات الأجهزة المفتوحة إلى توليد قيمة كبيرة بسبب القدرة على نسخ المنتجات رقميًا مقابل تكلفة تبلغ تقريبًا قيمة المواد المستخدة فقط، وذلك باستخدام تقنيات مثل الطابعات ثلاثية الأبعاد.
يدرس مجال نشط آخر من الأبحاث الحوافز لإنتاج المحتوى الذي ينشئه المستخدمون، مثل مقالات ويكيبيديا ومقاطع الفيديو الرقمية والمدونات والبودكاست وغيرها. على سبيل المثال، يُظهر تشانغ وتشو (2011) أن المشاركين في ويكيبيديا يحفزهم التفاعل الاجتماعي مع المساهمين الآخرين. أظهر غرينشتاين وتشو (2012) أنه على الرغم من أن العديد من مقالات ويكيبيديا محرّفة، إلا أن مستوى التحريف في مقالات ويكيبيديا يتراجع بمرور الزمن.

## آثار التحول الرقمي على خيارات المستهلك

### عمليات البحث، ومحركات البحث، وأنظمة التوصية
ربما يُعدّ أقدم وأوسع تيار بحثي حول الإنترنت واحتكاكات السوق هو ذلك الذي يركّز على تقليص تكاليف البحث. ويستند هذا الأدب إلى نظريات أقدم في علم الاقتصاد  تبحث في تأثير تكاليف البحث على الأسعار. فقد أدى التحول الرقمي في تجارة التجزئة والتسويق إلى تمكين المستهلكين من مقارنة الأسعار بسهولة بين المتاجر، مما دفع الدراسات التجريبية المعنية بتسعير الإنترنت إلى استكشاف أثر هذا التحول على مستويات الأسعار وتشتتها. وقد طرح باكوس (1997) ، هذه الفرضية في البداية، وبيّنت الموجة الأولى من هذا البحث، بشكل تجريبي، وجود انخفاض في الأسعار، لكن مع استمرار وجود تشتت سعري كبير.
تركز أحدث موجة من هذا البحث على جمع البيانات المتعلقة بعمليات البحث عبر الإنترنت لدراسة عملية البحث الفعلية التي يقوم بها المستهلكون عند بحثهم عن منتج ما على الإنترنت.كما تُبرز هذه المسألة أن المرحلة النهائية من الشراء غالبًا ما تكون خاضعة لبيئة بيع بالتجزئة أكثر ألفة بالنسبة للمستهلك، وتثير في الوقت ذاته تساؤلات حول الأهمية المتزايدة للمعايير والمنصات في توزيع المحتوى الإبداعي.
كما أُشير سابقًا، فإن انخفاض التكاليف الهامشية لتوزيع السلع المعلوماتية إلى ما يقارب الصفر قد يُغيّر من أماكن وكيفية استهلاك هذه السلع. فقد تصبح الحدود الجغرافية أقل أهمية إذا أمكن للمعلومات أن تنتقل لمسافات طويلة مجانًا.وتبقى هناك مسألة مفتوحة تتعلق بمن يتحمّل أثر انخفاض تكاليف التوزيع، حيث قد تختلف الفوائد حسب الموقع الجغرافي؛ إذ تميل المواقع التي تتوفر فيها خيارات أقل خارج الإنترنت إلى تحقيق استفادة أكبر من التحول الرقمي.
علاوة على ذلك، يمكن لمتاجر التجزئة الإلكترونية المتخصصة في السلع الرقمية أن توفر عددًا أكبر بكثير من المنتجات دون القلق من نفاد المخزون. حتى إذا تم بيع أغنية ما عددًا قليلاً من المرات، يظل من المجدي عرضها للبيع على الإنترنت. وفي الوقت نفسه، تعني التكاليف الهامشية للصرف التي تقترب من الصفر أن المنتجات الأكثر مبيعًا (المنتجات الخارقة) لا تنفد أبدًا من المخزون، مما يسمح لها بتحقيق مبيعات أعلى (أندرسون، 2006). تحاول عدة دراسات في الأدبيات الاقتصادية قياس التأثير الاقتصادي لتنوع المنتجات المتزايد المتاح من خلال الأسواق الإلكترونية. وقد وضع بار-إسحاق وآخرون (2012) نظرية تفسر متى تؤدي التكاليف المنخفضة للبحث إلى ظهور تأثيرات "النجم الخارق" و"الذيل الطويل".

### أنظمة السمعة
أحد الجوانب المهمة للتحول الرقمي للمستهلكين هو الاستخدام المتزايد لأنظمة السمعة على مواقع البيع بالتجزئة والأسواق الإلكترونية. في استطلاع أجرته شركة نيلسن عام 2013، قال 68% من المشاركين إنهم يثقون في المراجعات عبر الإنترنت. وقد أظهرت العديد من الدراسات أن أنظمة التقييم هذه تؤثر على طلب المستهلكين على المطاعم والكتب  والفنادق.
تركز البحوث في مجال التحول الرقمي على مدى دقة السمعة عبر الإنترنت في الكشف عن الجودة الرأسية (مثل جودة المنتج) والأفقية (مثل اختلاف الأذواق). على سبيل المثال، أظهر فورمان وآخرون (2008)  أن المراجعات المحلية تؤثر أكثر من مراجعات الأشخاص البعيدين، مما يشير إلى أن المراجعات تقدم معلومات عن التمايز الرأسي والأفقي.
ومن ناحية أخرى، أظهرت عدة دراسات أن المراجعات عبر الإنترنت قد تكون متحيزة، بسبب أن ليس كل الأشخاص يتركون مراجعات، ولأن بعض المراجعين يخشون الانتقام، ولأن البائعين قد يروّجون لمنتجاتهم من خلال نظام المراجعات. 
تقترح الأبحاث الحديثة تصميم أنظمة سمعة أكثر كفاءة تعمل على جمع المعلومات عن تجارب المستخدمين بطريقة أفضل.